# Menbu
Menbu (kinesiska: 门布, 门布乡) är en socken i Kina. Den ligger i den autonoma regionen Tibet, i den sydvästra delen av landet, omkring 490 kilometer väster om regionhuvudstaden Lhasa. Antalet invånare är 2 678. Befolkningen består av 1 245 kvinnor och 1 433 män. Barn under 15 år utgör 29,0 %, vuxna 15-64 år 65 %, och äldre över 65 år 4,0 %.
Genomsnittlig årsnederbörd är 663 millimeter. Den regnigaste månaden är juli, med i genomsnitt 147 mm nederbörd, och den torraste är november, med 3 mm nederbörd.